# 1924 dans les parcs de loisirs
| Années des parcs de loisirs : 1921 - 1922 - 1923 - 1924 - 1925 - 1926 - 1927    |
| Décennies des parcs de loisirs : 1890 - 1900 - 1910 - 1920 - 1930 - 1940 - 1950 |

## Parcs d'attractions

### Ouverture
- Luna Park (Houston) (en) ( États-Unis)

### Fermeture
- Luna Park (Saint-Pétersbourg) ( Russie)

## Attractions

### Montagnes russes
| Nom              | Type/Modèle | Constructeur                      | Parc                       | Pays       |
| ---------------- | ----------- | --------------------------------- | -------------------------- | ---------- |
| Cyclone          | Bois        | Philadelphia Toboggan Company     | Parc Belmont               | Canada     |
| Giant Dipper     | Bois        | Arthur Looff                      | Santa Cruz Beach Boardwalk | États-Unis |
| Mile Sky Chaser  | Bois        | Arthur Jarvis                     | Luna Park                  | États-Unis |
| Mountain Dip     | Bois        | John A. Miller                    | Rocky Glen Park (en)       | États-Unis |
| The Bobs         | Bois        | Frank Prior, Fredrick Church (en) | Riverview Park             | États-Unis |
| Thriller         | Bois        | Philadelphia Toboggan Company     | Euclid Beach Park          | États-Unis |
| Thunderbolt      | Bois        | Andy Vettel, John A. Miller       | Kennywood                  | États-Unis |
| Trip to the Moon | Bois        | Arthur Jarvis                     | Luna Park                  | États-Unis |

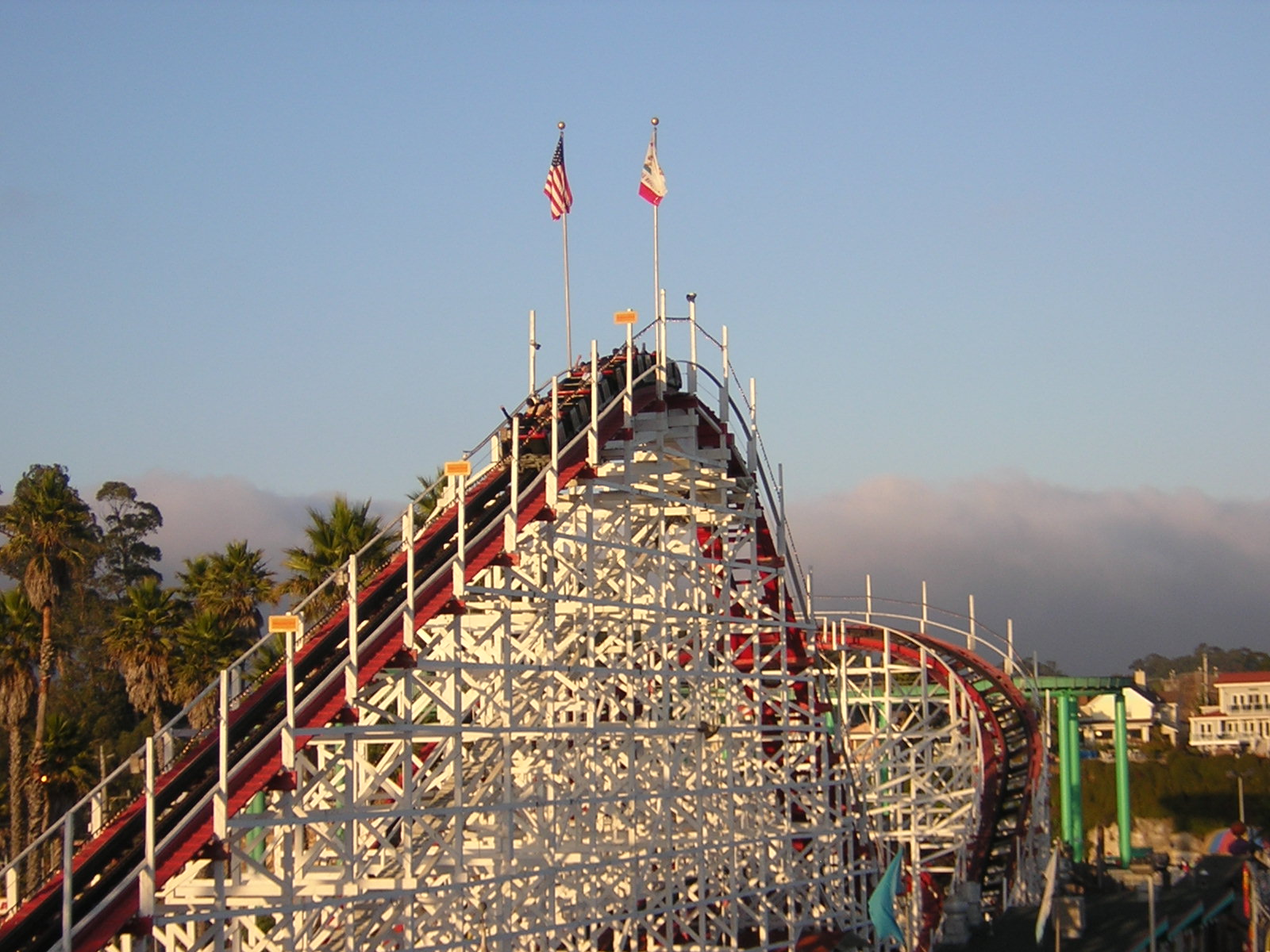
Giant Dipper à Santa Cruz Beach Boardwalk
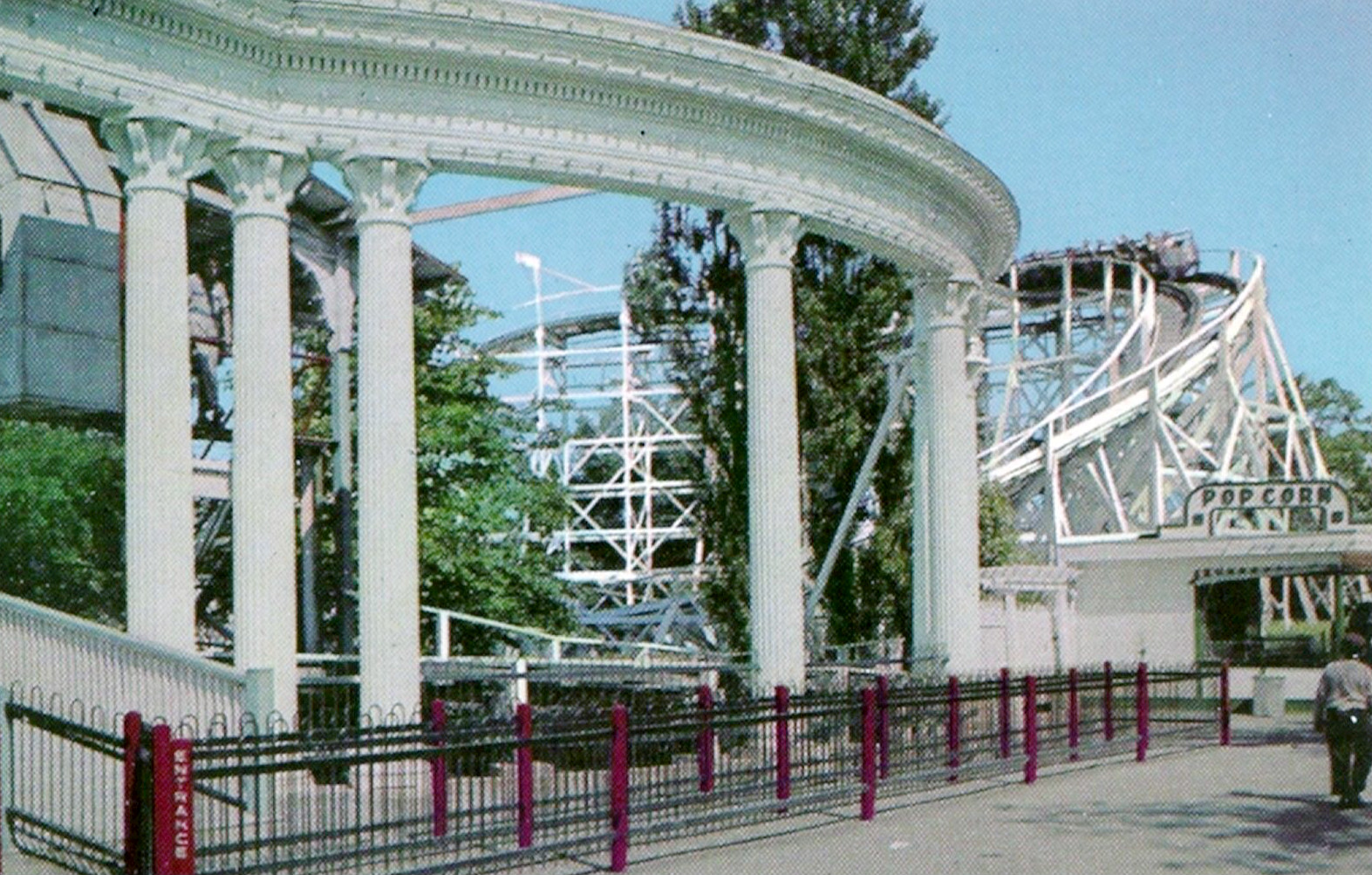
The Bobs à Riverview Park
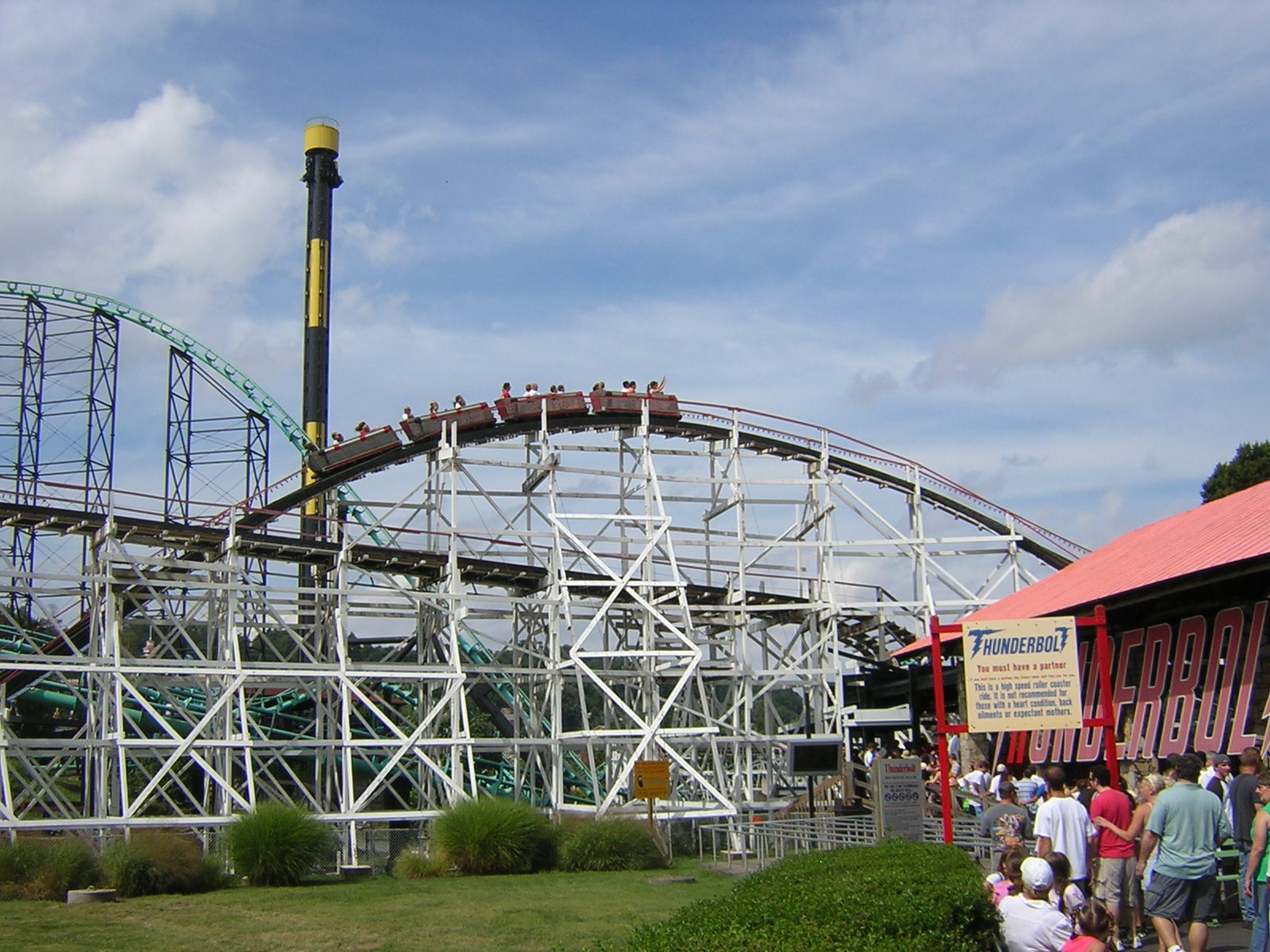
Thunderbolt à Kennywood

### Autres attractions
| Nom         | Type / Modèle | Constructeur   | Parc                 | Pays        |
| ----------- | ------------- | -------------- | -------------------- | ----------- |
| River Cave  | River Cave    |                | Dreamland Margate    | Royaume-Uni |
| Tokyo Canal | Old Mill      | John A. Miller | Rocky Glen Park (en) | États-Unis  |